# Mohammed Boqshan
Mohammed Ahmed Ali Boqshan (10 maart 1994) is een Jemenitisch voetballer die bij voorkeur als verdediger speelt. In 2011 verruilde hij Hassan Abyan voor Al-Tilal SC. In 2012 debuteerde hij in het Jemenitisch voetbalelftal.

## Interlandcarrière
Op 16 oktober 2012 maakte Boqshan zijn debuut voor het Jemenitisch voetbalelftal. In de vriendschappelijke wedstrijd tegen Libanon speelde hij negentig minuten.
| Interlands van Mohammed Boqshan voor Jemen | Interlands van Mohammed Boqshan voor Jemen | Interlands van Mohammed Boqshan voor Jemen | Interlands van Mohammed Boqshan voor Jemen | Interlands van Mohammed Boqshan voor Jemen | Interlands van Mohammed Boqshan voor Jemen |
| №                                          | Datum                                      | Wedstrijd                                  | Uitslag                                    | Competitie                                 | Goals                                      |
| Als speler van Al-Tilal SC                 | Als speler van Al-Tilal SC                 | Als speler van Al-Tilal SC                 | Als speler van Al-Tilal SC                 | Als speler van Al-Tilal SC                 | Als speler van Al-Tilal SC                 |
| ------------------------------------------ | ------------------------------------------ | ------------------------------------------ | ------------------------------------------ | ------------------------------------------ | ------------------------------------------ |
| 1                                          | 16 oktober 2012                            | Libanon – Jemen                            | 2 – 1                                      | Vriendschappelijk                          | 0                                          |
| 2                                          | 9 december 2012                            | Bahrein – Jemen                            | 1 – 0                                      | West-Azië Cup 2012                         | 0                                          |
| 3                                          | 12 december 2012                           | Jemen – Saoedi-Arabië                      | 0 – 1                                      | West-Azië Cup 2012                         | 0                                          |
| 4                                          | 15 december 2012                           | Iran – Jemen                               | 2 – 1                                      | West-Azië Cup 2012                         | 0                                          |
| 5                                          | 25 december 2012                           | Jemen – Verenigde Arabische Emiraten       | 0 – 2                                      | Vriendschappelijk                          | 0                                          |
| 6                                          | 6 januari 2013                             | Koeweit – Jemen                            | 2 – 0                                      | Golf Cup 2013                              | 0                                          |
| 7                                          | 9 januari 2013                             | Jemen – Saoedi-Arabië                      | 0 – 2                                      | Golf Cup 2013                              | 0                                          |
| 8                                          | 12 januari 2013                            | Irak – Jemen                               | 2 – 0                                      | Golf Cup 2013                              | 0                                          |
| 9                                          | 6 februari 2013                            | Jemen – Bahrein                            | 0 – 2                                      | Azië Cup 2015 (kwalificatie)               | 0                                          |
| 10                                         | 22 maart 2013                              | Maleisië – Jemen                           | 2 – 1                                      | Azië Cup 2015 (kwalificatie)               | 0                                          |
| 11                                         | 13 oktober 2013                            | Qatar – Jemen                              | 6 – 0                                      | Azië Cup 2015 (kwalificatie)               | 0                                          |
| 12                                         | 15 november 2013                           | Jemen – Qatar                              | 1 – 4                                      | Azië Cup 2015 (kwalificatie)               | 0                                          |
| 13                                         | 19 november 2013                           | Bahrein – Jemen                            | 2 – 0                                      | Azië Cup 2015 (kwalificatie)               | 0                                          |
| 14                                         | 5 maart 2014                               | Jemen – Maleisië                           | 1 – 2                                      | Azië Cup 2015 (kwalificatie)               | 0                                          |
| 15                                         | 25 maart 2014                              | Jemen – Nepal                              | 2 – 0                                      | Vriendschappelijk                          | 0                                          |
| 16                                         | 15 april 2014                              | Jemen – Tsjaad                             | 0 – 0                                      | Vriendschappelijk                          | 0                                          |
| 17                                         | 9 september 2014                           | Indonesië – Jemen                          | 0 – 0                                      | Vriendschappelijk                          | 0                                          |
| 18                                         | 10 oktober 2014                            | Jemen – Irak                               | 1 – 1                                      | Vriendschappelijk                          | 0                                          |
| 19                                         | 4 november 2014                            | Koeweit – Jemen                            | 1 – 1                                      | Vriendschappelijk                          | 0                                          |
| 20                                         | 7 november 2014                            | Oman – Jemen                               | 2 – 0                                      | Vriendschappelijk                          | 0                                          |
| 21                                         | 13 november 2014                           | Jemen – Bahrein                            | 0 – 0                                      | Golf Cup 2014                              | 0                                          |
| 22                                         | 16 november 2014                           | Jemen – Qatar                              | 0 – 0                                      | Golf Cup 2014                              | 0                                          |
| 23                                         | 17 januari 2015                            | Nigeria – Jemen                            | 2 – 0                                      | Vriendschappelijk                          | 0                                          |
| 24                                         | 22 januari 2015                            | Finland – Jemen                            | 0 – 0                                      | Vriendschappelijk                          | 0                                          |
| 25                                         | 12 maart 2015                              | Jemen – Pakistan                           | 3 – 1                                      | WK 2018 (kwalificatie)                     | 1                                          |
| 26                                         | 23 maart 2015                              | Pakistan – Jemen                           | 0 – 0                                      | WK 2018 (kwalificatie)                     | 0                                          |

Bijgewerkt op 6 juni 2015.